# Ditaxis dressleriana
Ditaxis dressleriana là một loài thực vật có hoa trong họ Đại kích. Loài này được (J.W.Ingram) Radcl.-Sm. & Govaerts mô tả khoa học đầu tiên năm 1997.